# Amarawati, Manvi
Amarawati là một làng thuộc tehsil Manvi, huyện Raichur, bang Karnataka, Ấn Độ.